# Dominique Bentejac
Dominique Bentejac (* 6. August 1944; † 27. Dezember 2022) war ein französischer Vielseitigkeitsreiter.

## Leben
Dominique Bentejac wurde dreimal französischer Meister im Vielseitigkeitsreiten. 1970 wurde er Vizeweltmeister mit der französischen Mannschaft. Bei den Olympischen Sommerspielen 1972 in München belegte er im Vielseitigkeitsreiten-Einzel den 42. Platz und wurde im Mannschaftswettkampf zusammen mit Armand Bigot, Michel Robert und François Fabius Elfter. Auf seinem Pferd Djerk nahm Bentejac auch dan den Olympischen Sommerspielen 1976 in Montreal teil. Später war er noch als Springreiter aktiv. Nachdem Bentejac 2018 an Krebs erkrankt war, hörte er auf zu reiten und starb am 27. Dezember 2022.